# Казали ди Сопра (Ријети)
Казали ди Сопра је насеље у Италији у округу Ријети, региону Лацио.
Према процени из 2011. у насељу је живело 16 становника. Насеље се налази на надморској висини од 1103 м.